# 莫托拉
莫托拉（義大利語：Mottola），是意大利塔兰托省的一个市镇。总面积292.33平方公里，人口16349人，人口密度55.9人/平方公里（2009年）。ISTAT代码为073019。